# Georg Luger

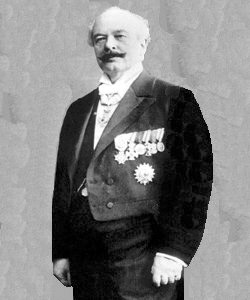
Georg v. Luger, 1906

Georg Johann Luger (* 6. März 1849 in Steinach am Brenner, Tirol; † 22. Dezember 1923 in Fichtenau bei Berlin) war ein österreichischer Waffentechniker. Er ist der Erfinder der Parabellum-Pistole.

## Ausbildung
Sein Vater, Bartholomaeus von Luger, war ein Chirurg, der nach Georgs Geburt mit seiner ganzen Familie in die italienischsprachige österreichische Provinz Padua übersiedelte, um an der Universitätsklinik Padua zu lehren.
Georg wuchs mit Italienisch als zweiter Muttersprache auf und absolvierte Grundschule und Gymnasium in Padua. Nach der Matura schickten die Eltern ihn nach Wien zurück, damit er die Handelsakademie besuche.
1867 meldete er sich zur neu geschaffenen Ausbildung zum Reserveoffizier und rückte als Einjährig-Freiwilliger zum Infanterieregiment 78 ein.

## Militärische Laufbahn
Am 1. Juni 1868 wurde er aufgrund seiner guten Leistungen beim Fechten, Schwimmen, in Telegraphie und in der Ausbildung neuer Rekruten zum Kadett-Corporal befördert, mit 1. Oktober zum Fähnrich.
Luger war ein exzellenter Schütze und stellte sein Können an der k.u.k. Schießschule in Bruckneudorf vielfach unter Beweis, wo er wiederholt als Ausbilder eingesetzt wurde. Hier begann auch sein wissenschaftliches Interesse an der Waffentechnik. In zahlreichen Versuchsreihen testete und verbesserte er die fehleranfällige Borchardt-Pistole so weit, dass sie die Serienreife erlangte und als Parabellum-Pistole von diversen Nationen als Ordonnanzwaffe eingeführt wurde.

## Zivile Laufbahn
Nach vier Jahren Dienst in der Armee beendete Luger im Dezember 1871 seine militärische Laufbahn mit dem Dienstgrad eines Leutnants der Reserve, als der er alle zwei Jahre die vorgeschriebenen Reservistenübungen ableistete.
Nach seiner Militärzeit arbeitete Luger zunächst als Bankangestellter in Wien und wechselte dann in das Management des hochnoblen Jockey Clubs.
Im Jahre 1873 heiratete er Elisabeth Josepha Dufek. Aus der Ehe gingen drei Söhne hervor:
- Georg Franz, der später Ingenieur wurde.
- Julius Wilhelm Bartholomaeus, der am 16. März 1880 geboren wurde und 1915 als Hauptmann im Ersten Weltkrieg fiel.
- Friedrich Alexander Georg, der am 26. April 1884 geboren wurde.

Seine letzten Lebensjahre verbrachte Luger in Fichtenau.

## Entwicklung der Parabellum

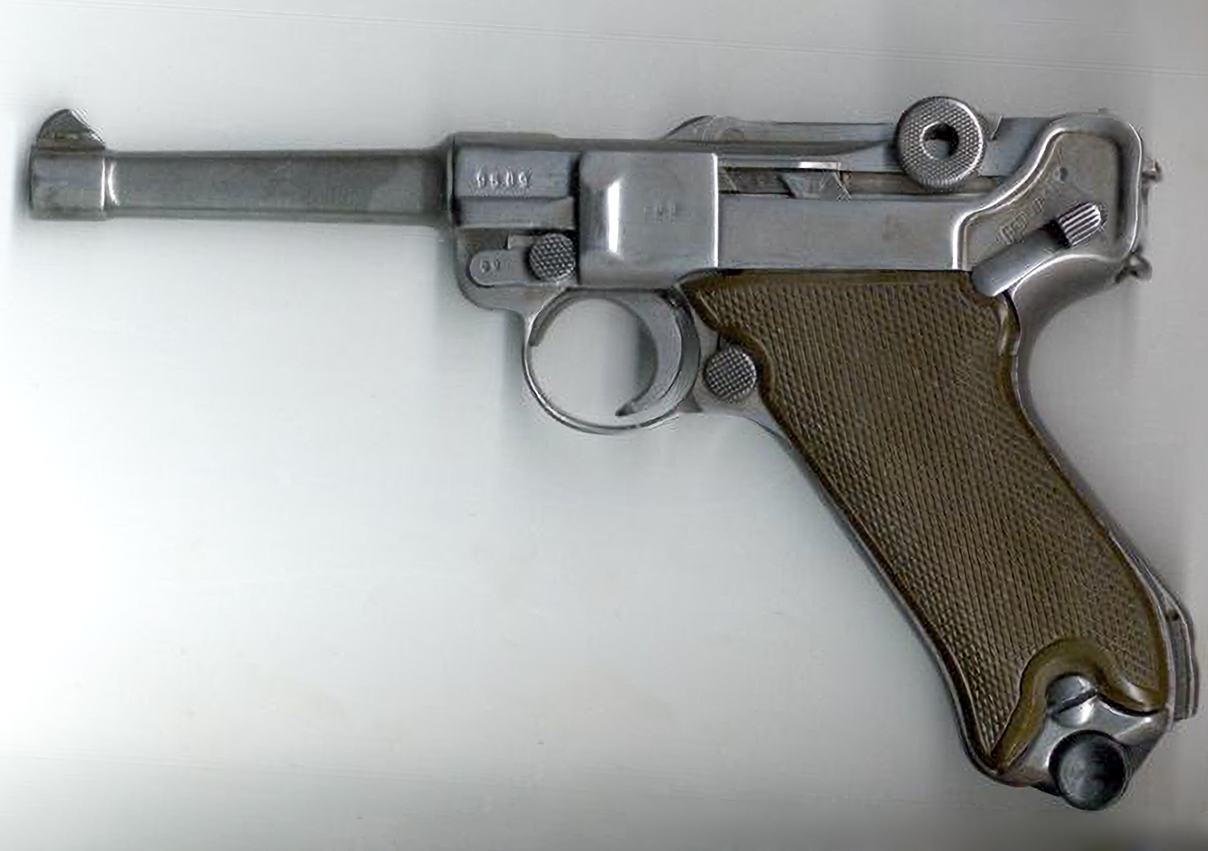
Die von Luger entwickelte P08 „Parabellum“

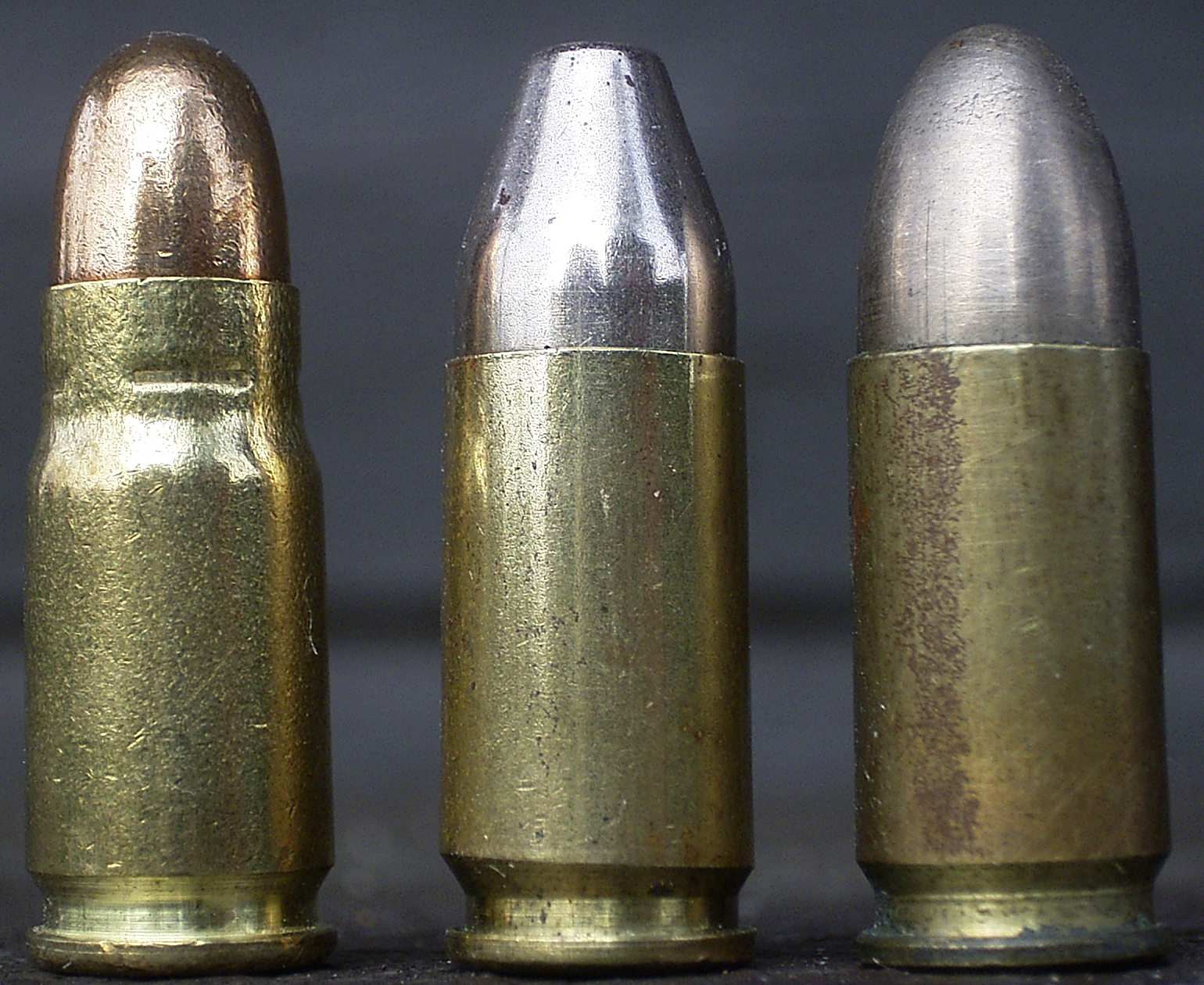
Patronen 7,65 und 9 mm Luger

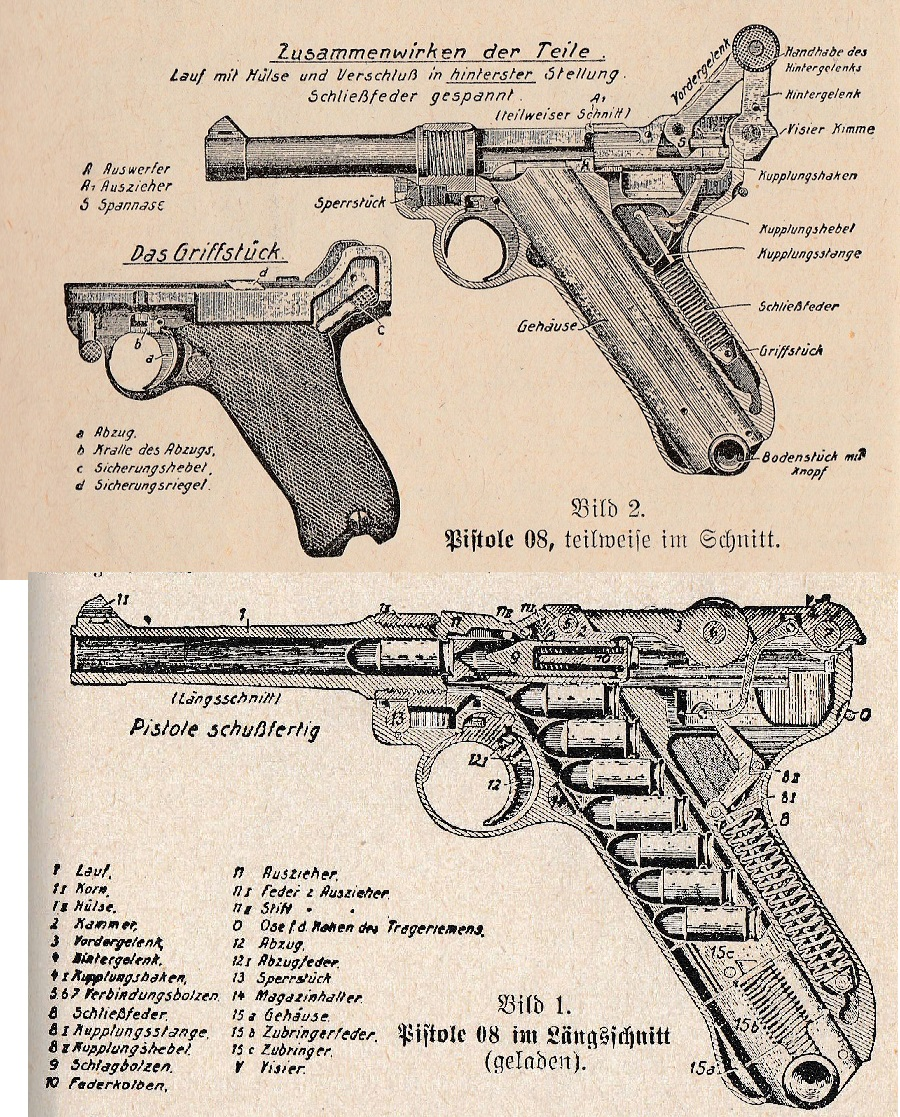
Pistole 08 „Luger“ aus: Dienstunterricht im Heere (1940)

Georg von Luger wurde während der 1870er Jahre mit Ferdinand Ritter von Mannlicher bekannt, der ihn schließlich aufgrund seiner Sprachkenntnisse und Weltgewandtheit als Handelsvertreter für den Waffenerzeuger Deutsche Waffen- und Munitionsfabrik AG, vormals Ludwig Loewe & Co. in Berlin anwarb. Luger sollte das von DWM gefertigte Mannlicher M118 Gewehr in den italienischen Markt einführen und sich darüber hinaus seiner eigentlichen Neigung, der Waffenentwicklung, widmen.
Im November 1894 führte ihn eine Vortrags- und Präsentationsreise zur Bewerbung neuer Produkte über die Schweiz, Deutschland und Belgien in die USA, wo er auch der U.S. Navy die Borchardt C93 vorführte. Die Verkaufsergebnisse waren schleppend, da die C93 häufig als zu groß, zu schwer und schlecht ausbalanciert kritisiert wurde.
In Auswertung der Kundenwünsche entwickelte Luger in Berlin die C93 weiter. Nach Belastungs- und Hitzetests wurde ihm klar, dass ein völlig neues Konzept erstellt werden musste, aus dem der später legendär gewordene Kniegelenkverschluss entstand. Die neuartige Waffe wurde von den großen Militärmächten zunächst zurückgewiesen, einerseits aus Kostengründen, andererseits weil man sie als zu kompliziert für den Feldgebrauch einschätzte. Der Durchbruch erfolgte, nachdem die Schweizer Armee Lugers Entwurf bestellte und als erstes Militär einführte und zwar als „Modell 1900“ im Kaliber 7,65 mm Parabellum.
Die Kaiserliche Marine folgte und führte die Waffe im Jahr 1904 als „Pistole 04“ mit 15-cm-Lauf und erstmals im 9-mm-Kaliber ein. Mit einem 10-cm-Lauf wurde die nunmehr schon als „Luger“ bekannte Waffe dann Anfang 1908 als Pistole 08 oder kurz P08 in der gesamten Kaiserlich Preußischen Armee eingeführt. Der Erste Weltkrieg brachte dann Massenproduktion und weite Verbreitung der Pistole und begründete den Weltruf von Waffe und der dazu konstruierten extrastark geladenen „Patrone 08“, die auch als „9 mm Parabellum“, „9 mm Luger“ oder „9×19 mm NATO“ bekannt ist.
Nicht zuletzt das durch den Kniegelenkverschluss bedingte typische Äußere der Waffe verhalf ihr zu einem hohen Wiedererkennungswert und machte den Namen Luger auch international zu einem Begriff.
Während des Ersten Weltkrieges entwickelte Luger in Konkurrenz zur Mauser C96 eine Maschinenpistolenversion der P08 (auch bekannt als „Schnelle Luger“) auf der Basis des Artilleriemodells mit 21-cm-Lauf und Trommelmagazin.
Nach dem verlorenen Weltkrieg ging auch das riesige Vermögen Lugers dahin, denn wie fast alle damaligen Anleger hatte er in die sicher und gewinnbringend scheinenden Kriegsanleihen investiert, die nunmehr wertlos waren.
1919 wollte DWM Löwe den genialen, aber unbequemen Konstrukteur loswerden und sich offensichtlich seine Patente aneignen. Luger wurde fristlos gekündigt und aus seinen Laboratorien ausgesperrt. Es folgte eine Klage- und Prozessflut, die 1922 zu seinen Gunsten entschieden wurde.
Die von Luger entwickelte P08 war auch bei der Deutschen Reichswehr eingeführt und im Zweiten Weltkrieg durch die P38 als Dienstwaffe der Wehrmacht abgelöst. Nach dem Zweiten Weltkrieg wurde die P08 noch lange von den Streitkräften und waffentragenden Behörden der Deutschen Demokratischen Republik, der Republik Österreich und zahlreicher anderer Staaten verwendet.

## Ehrungen
- Gedenkstein auf dem Friedhof Friedensaue in Schöneiche bei Berlin[1]